# Mahashmashana
Mahashmashana — шестой студийный альбом американского музыканта Джоша Тиллмана под сценическим псевдонимом Father John Misty, выпущенный лейблами Bella Union и Sub Pop 22 ноября 2024 года. Альбом был спродюсирован в Лос-Анджелесе Тиллманом и Дрю Эриксоном, а исполнительным продюсером выступил часто сотрудничающий с ними Джонатан Уилсон.
Обложка альбома была разработана художником Джо Робертсом. Название альбома отсылает к санскритскому слову Mahāśmaśāna (महाश्मशान), означающему «великое место кремации». Альбому предшествовали синглы «I Guess Time Makes Fools of Us All», «She Cleans Up», «Screamland» и «Josh Tillman and the Accidental Dose».
Песня «I Guess Time Makes Fools of Us All» была первоначально включена в альбом лучших хитов Тиллмана Greatish Hits: I Followed My Dreams and My Dreams Said to Crawl (2024), вышедший четырьмя месяцами ранее. Второй сингл, «Screamland», с участием Алана Спархока на гитаре, был выпущен 17 сентября 2024 года.

## Композиция
По словам Тиллмана, сейчас процесс написания песни выглядит «совсем иначе, чем 15 лет назад». Первая итерация песни «I Guess Time Just Makes Fools of Us All» состояла «всего из трёх куплетов и одного припева», но Тиллман продолжал добавлять в неё материал. В одной из дополнительных строк он ссылается на случай в 2018 году, когда он отказался появиться на обложке музыкального журнала Rolling Stone, и ему сказали, что он наименее известный человек, который отклонил это предложение.
Он сравнил тему альбома с его предшественником Chloë and the Next 20th Century, заявив, что это был «эксперимент по наблюдению за тем, что происходит, когда я стираю себя из своей работы», а Mahashmashana — «это определённо работа о стирании себя».

## Название и иллюстрации
Название отсылает к санскритскому слову Mahāśmaśāna (महाश्मशान), означающему «великое место кремации». Тиллман выбрал это слово, прочитав его в романе Брюса Вагнера «Memorial» 2006 года и почувствовав вдохновение: «Просто визуально, в нём есть все эти sha-na-nas и ha-ha-has. В альбоме много о себе, об идентичности, о микро- и макромасштабах конца». Тиллман поручил художнику Джо Робертсу сделать несколько коллажей для альбома, а также прислал несколько рисунков. Один из них был сделан, когда Робертс слушал альбом, Тиллман решил, что они похожи на библейских ангелов, и выбрал его в качестве обложки. Робертс почти не отправил рисунок из-за случайного «красного пятна» краски.

## Отзывы
| Совокупная оценка | Совокупная оценка |
| Источник          | Оценка            |
| ----------------- | ----------------- |
| AnyDecentMusic?   | 8.3/10            |
| Metacritic        | 86/100            |
| Оценки критиков   |                   |
| Источник          | Оценка            |
| The Arts Desk     | [ 9 ]             |
| DIY               | [ 10 ]            |
| The Guardian      | [ 11 ]            |
| Mojo              | [ 12 ]            |
| NME               | [ 13 ]            |
| Paste             | 8.4/10            |
| Pitchfork         | 8.3/10            |
| Record Collector  | [ 16 ]            |
| Rolling Stone     | [ 4 ]             |
| Uncut             | 8/10              |

Альбом получил положительные отзывы музыкальных критиков и интернет-изданий. Согласно агрегатору рецензий Metacritic, Mahashmashana получил «всеобщее признание» на основе средневзвешенного балла 86 из 100 от 22 критиков.
Том Дойл из Mojo сказал, что к концу альбома слушатель оставляет Мисти «с ещё одним великолепным, умопомрачительным, душераздирающим, мелодически насыщенным альбомом: певец, танцующий чечётку на самом краю». Питер Уоттс из Uncut высоко оценил его вокал: "Тиллман — выдающийся вокалист, мастер фразировки и интонации, отметив в качестве примера песни «Mahashmashana», «She Cleans Up», «Mental Health» и заключительный трек «Summer’s Gone». Уоттс также отметил, что мастерство Тиллмана как музыканта «затмевается его лирическим блеском». Для Record Collector Кевин Харли сказал, что в альбоме Тиллман «обращается к смертности с нечестивым экспансивным стилем», и описал Mahashmashana как «соблазнительно плодородную» и «лирически игривую». Джон Амен, написавший обзор для No Depression, отметил, что на протяжении всего альбома «Тиллман играет одновременно Гамлета и его шута, философа и сатирика, вершителя судеб и дзен-поэта… подтверждая свой статус самобытного стилиста». По поводу тематики альбома Алексис Петридис из The Guardian высказал мнение, что альбом «отвечает всем требованиям», которые можно было бы ожидать от прослушивания его предыдущих записей, добавив: «Действительно, иногда вас поражает ощущение, что Тиллман говорит то, что уже говорили многие другие артисты, но делает это заметно лучше, чем они». Тем не менее, по мнению Джордана Бассета из NME, альбом «находит Мисти освобождённым от одержимости современной поп-культурой», которую он демонстрировал на протяжении всей своей дискографии.
Кирон Тайлер из The Arts Desk в своей исключительно положительной рецензии похвалил Mahashmashana: «Кто бы это ни был — Father John Misty или Джош Тиллман — он создал знаковый альбом, безупречно сочетающий в себе стиль и содержание». В том же ключе Эмма Харрисон из Clash поставила альбому 9 баллов из 10, назвав его «уверенным, эмоциональным и светлым», а также отметив, что Mahashmashana — это «трогательный и захватывающий опыт, который станет любимым как для новых поклонников, так и для тех, кто уже поклоняется алтарю отца Джона Мисти». Stereogum назвал Mahashmashana альбомом недели, а автор Крис ДеВилль в положительной рецензии отметил рост Тиллмана как автора песен, заявив, что альбом станет любимым для поклонников, поскольку «это один из его абсолютных лучших». Аналогично, Pitchfork назвал альбом лучшей новой музыкой, а рецензент Анна Гака заявила, что его авторство песен «возможно, лучшее за всю историю».
Оливер Крук из Exclaim! был настроен менее благосклонно и посчитал, что альбом не открывает новые горизонты для Тиллмана, а скорее является «созреванием и объединением» его предыдущих работ, что удерживает альбом «от настоящего величия». Аналогично, Джереми Виноград, написавший для Slant Magazine, считает, что, несмотря на отсутствие «тематической ясности», Mahashmashana «все равно ощущается как возвращение к форме».

## Список композиций
Все тексты написаны Джош Тиллман.
| №                   | Название                                  | Музыка | Длительность |
| ------------------- | ----------------------------------------- | --- | ------------ |
| 1.                  | «Mahashmashana»                           | J. Tillman | 9:19         |
| 2.                  | «She Cleans Up»                           | J. Tillman Oskar Carls Pelle Gunnerfeldt Linus Hillborg Henrik Höckert Elias Jungqvist Sebastian Murphy Tor Sjödén | 4:26         |
| 3.                  | «Josh Tillman and the Accidental Dose»    | J. Tillman | 5:12         |
| 4.                  | «Mental Health»                           | J. Tillman Drew Erickson                                                                                           | 6:28         |
| 5.                  | «Screamland»                              | J. Tillman | 6:51         |
| 6.                  | «Being You»                               | J. Tillman Zach Tillman David Vandervelde                                                                          | 5:13         |
| 7.                  | «I Guess Time Just Makes Fools of Us All» | J. Tillman | 8:35         |
| 8.                  | «Summer's Gone»                           | J. Tillman Erickson                                                                                                | 4:17         |
| Общая длительность: | Общая длительность:                       | Общая длительность:                                                                                                | 50:21        |

## Позиции в чартах
| Чарт (2024)                                    | Высшая позиция |
| ---------------------------------------------- | -------------- |
| Шотландия (Scottish Albums Chart)              | 3              |
| Великобритания (UK Albums Chart)               | 12             |
| Великобритания (UK Independent Albums Chart)   | 1              |
| США (Billboard 200)                            | 161            |
| США (Billboard Independent Albums)             | 25             |
| США (Top Rock & Alternative Albums, Billboard) | 32             |